# Hiljaisuus
Hiljaisuus (em inglês Silence) é um filme do gênero drama de guerra finlandês de 2011, dirigido por Sakari Kirjavainen.

## Sinopse
Durante a Segunda Guerra Mundial, três soldados finlandeses são designados para um posto distante 10 kilómetros da linha de frente. Lá irão auxiliar no preparo dos corpos de soldados caídos em combate contra a União Soviética. Um deles é Eino, que faz o possível para proteger seu amigo Antti, comerciante de boa conversa que se interessa por Siiri, uma das moças que trabalha no local. Acontece que Eino também a deseja, situação que coloca a amizade deles em teste, enquanto as bombas caem a distância e os corpos continuam chegando.

## Elenco
- Joonas Saartamo ... Eino Lahtela
- Lauri Tilkanen ... Antti Salonen
- Terhi Suorlahti ... Jaana
- Joanna Haartti ... Siiri Virtanen
- Ilkka Heiskanen ... Korpikangas
- Sinikka Mokkila ... Kuppari-Miina
- Kari Hakala ... Sotilaspastori Hiltunen
- Eeva Putro ... Ilona

## Prêmios
Jussi Awards:
- Melhor ator para Joonas Saartamo[1]